# Maria João Koehler
Maria João Koehler (Porto, 8 ottobre 1992) è una tennista portoghese inattiva dal 2022.

## Carriera
A livello juniores ha vinto 3 titoli in singolo e 4 in doppio. Come professionista si è issata alla 102ª posizione nel ranking mondiale (febbraio 2013).
In Fed Cup ha disputato 32 match con la squadra portoghese, vincendone 12 e perdendone 20.

## Statistiche

### Risultati in progressione
| Sigla | Risultato               |
| ----- | ----------------------- |
| V     | Vincitore               |
| F     | Finalista               |
| SF    | Semifinalista           |
| O     | Oro olimpico            |
| A     | Argento olimpico        |
| SF    | Bronzo olimpico         |
| QF    | Quarti di Finale        |
| 4T    | Quarto turno            |
| 3T    | Terzo turno             |
| 2T    | Secondo turno           |
| 1T    | Primo turno             |
| RR    | Round Robin             |
| LQ    | Turno di qualificazione |
| A     | Assente                 |
| ND    | Non disputato           |

| Legenda superfici    |
| -------------------- |
| Cemento              |
| Terra battuta        |
| Erba                 |
| Superficie variabile |

#### Singolare
| Torneo                 | 2011 | 2012 | 2013 | 2014 | V–S |
| ---------------------- | ---- | ---- | ---- | ---- | --- |
| Tornei del Grande Slam |      |      |      |      |     |
| Australian Open        | A    | 1T   | 2T   | Q1   | 1–2 |
| Open di Francia        | A    | A    | 1T   | A    | 0–1 |
| Wimbledon              | A    | Q2   | 1T   | A    | 0–1 |
| US Open                | Q1   | Q2   | 1T   | A    | 0–1 |
| Vittorie-sconfitte     | 0–0  | 0–1  | 1–4  | 0–0  | 1–5 |

#### Doppio
| Tornei del Grande Slam |     |     |
| Australian Open        | A   | 0–0 |
| Open di Francia        | A   | 0–0 |
| Wimbledon              | Q1  | 0–0 |
| US Open                | A   | 0–0 |
| Vittorie-sconfitte     | 0–0 | 0–0 |